# Церква святого Юрія (Городок)
Церква святого Юрія в Городку — парафія і храм греко-католицької громади Кам'янець-Подільського деканату Кам'янець-Подільської єпархії Української греко-католицької церкви в місті Городок Хмельницької области.

## Історія церкви
У XVIII столітті в місті Городок вже діяли римо-католицький костел святого Станіслава та дві греко-католицькі церкви: Успіння Пресвятої Богородиці та святого Юрія. Церква святого Юрія була збудована у 1720 році за підтримки та з благословення Львівського єпископа Атанасія Шептицького. Однак у 1795 році обидві церкви та парафії під тиском так званої місії Садковського були змушені перейти до московського православ’я. У 1827 році церква Успіння Пресвятої Богородиці згоріла, а церкву святого Юрія розібрали на початку XIX століття.
Відродження греко-католицької парафії почалося у 2004 році. Завдяки благословенню єпископа Василія Семенюка та зусиллям священників отця Василя Демчишина й отця Ігоря Топоровського була офіційно зареєстрована громада УГКЦ міста Городка. Отець Ігор Топоровський спочатку згуртував вірян, а потім почав проводити для них богослужіння у римо-католицькому костелі та церкві святої Фаустини.
Під його керівництвом та за допомогою семінаристів із Тернопільської духовної семінарії імені патріарха Йосифа Сліпого збудували каплицю для богослужінь. Її урочисто освятив владика Михаїл Сабрига 13 листопада 2005 року. Цей день вважається днем народження храму святого Юрія, оскільки тоді ж владика освятив і наріжний камінь для майбутньої церкви.
Будівництво нового храму тривало за активної участі бригади Івана Вацлавого, парафіян та семінаристів. Особливий внесок зробили Григорій Маланюк і Теодор Телев'як (батьки отця Зіновія та Лілії), парафіяни Віктор Овсяк (староста церковного комітету) та Олег Тихонченко. Головним натхненником і покровителем будівництва був владика Василій Семенюк.
Істотну фінансову допомогу надав Підволочиський деканат, а решту коштів зібрали завдяки пожертвам парафіян та інших благодійників. Через рік після освячення каплиці та наріжного каменя, на пагорбі біля мальовничого озера, вже сяяв хрестами новий храм святого Юрія.
У 2008 році для церкви придбали перший дзвін, найбільшу пожертву на який зробив Юрій Горбанюк з родиною. Владика Василій Семенюк освятив дзвін під час храмового свята.
Наразі при парафії діють Марійська та Вівтарна дружини, а також спільнота «Матері в молитві».

## Парохи
- о. Ігор Топоровський,
- о. Зіновій Маланюк,